# Вількув (Злоторийський повіт)
Вількув (пол. Wilków, нім. Wolfsdorf) — село в Польщі, у гміні Злотория Злоторийського повіту Нижньосілезького воєводства.
Населення — 1051 особа (2011).
У 1975-1998 роках село належало до Легницького воєводства.

## Демографія
Демографічна структура станом на 31 березня 2011 року:
|          | Загалом | Допрацездатний вік | Працездатний вік | Постпрацездатний вік |
| -------- | ------- | ------------------ | ---------------- | -------------------- |
| Чоловіки | 507     | 113                | 369              | 25                   |
| Жінки    | 544     | 134                | 343              | 67                   |
| Разом    | 1051    | 247                | 712              | 92                   |